# 默伊萨伦山
默伊萨伦山（挪威語：Møysalen）是位於挪威北部的一座山峰，海拔高度1,262（4,140英尺）。默伊萨伦山是欣島上最高的山峰，也是挪威所有島嶼的第二高峰，位於默伊萨伦山国家公园之內。